# 辻村元伸
辻村元伸（つじむら もとのぶ）は、日本の空道家、武道家。大阪府出身。伝統派空手、ボクシング、ダンスの経験を経て大道塾へ入門。大道塾空道 1999年軽量級日本王者。大道塾空道関西宗支部・支部長。

## 来歴
中学にて日本本土に空手を伝えた沖縄の船越義珍の弟子である堀十三男の弟子の雑賀隆之に師事し正伝空手道を学び、高校ではボクシングを経験する。
1994年、大道塾に内弟子として入門。2年半に渡り稽古三昧の日々を送り、東孝をはじめ、長田賢一、加藤清尚、市原海樹、飯村健一といった当時の大道塾の一線級の選手や、SAWの麻生秀孝にも指導を受ける。
1996年、初出場となる北斗旗体力別選手権大会を勝ち進み、準決勝にて小川英樹と決戦、判定負けとなりベスト4入賞。このトーナメントで右拳を亀裂骨折。
1997年、関西本部長就任。
1999年、3年ぶりとなる公式戦として北斗旗体力別選手権大会に出場し優勝。
2000年、関西本部長を退任。
2007年、7年ぶりとなる関西本部長復帰。以後2017年の関西本部解散まで10年間を本部長として活動し、山田壮、羽島俊洋言った全日本王者を育てる。
2017年、関西本部解散にあたり、後継道場として大道塾関西宗支部設立。
2018年、20年ぶりとなる公式戦としてブラジリアン柔術団体戦IPPONジャンボリー燻し銀に出場、ブラジリアン柔術初挑戦で優勝。
2020年、キャリアコンサルタントグループwellbeingの主催で武道的な思考を応用したビジネスマン向けのセミナーを開催。

## 獲得タイトル
- 1996年　北斗旗全日本体力別選手権大会　軽量級　3位
- 1999年　北斗旗全日本体力別選手権大会　軽量級　優勝
- 2018年　ブラジリアン柔術団体戦IPPONジャンボリー燻し銀　優勝